# Carl-Eric Sjöström
Carl-Eric Sjöström, född 4 november 1925 i Oscars församling, Stockholm, är en svensk civilingenjör och näringslivsprofil. Han var VD och koncernchef för provinsbankernas utvecklingsbolag Hexagon AB 1971–1979 och VD för Sveriges Exportråd 1979–1984.

## Biografi
Sjöström tog civilingenjörsexamen i maskinteknik vid Kungl Tekniska Högskolan 1951, och fick därefter 1952 kompletterande utbildningar vid Toledo Scale Company, industriell vägningsteknik, samt vid Michigan State College (senare Michigan State University).
År 1971 tillträdde han som VD för bolaget Hexagon AB, vars företagsidé var att utveckla svenska småföretag och stödja deras expansion. Han efterträdde där Claes-Ulrik Winberg.
År 1979 rekryterades han som VD för Exportrådet,, vilket också innefattade bland annat ledamotskap i Exportkreditnämnden. Under denna tid (1979–1984) var han också ledamot av ICC:s svenska nationalkommittés arbetsutskott. Efter perioden som VD för Exportrådet flyttade Carl-Eric Sjöström till USA, där han verkade som företagskonsult.
Han var verksam i USA åren 1984–2001.

### Familj
Carl-Eric Sjöström är son till civilingenjören Halvar Sjöström (1889–1954) och Elna, född Rahn (1893–1985). Sjöström ingick 1952 äktenskap med pianopedagogen Nancy Carr (MA, University of New York) från USA. 